# Egyed Balázs
Egyed Balázs (Miskolc, 1996. január 12. –) magyar labdarúgó, aki jelenleg a Sajóbábony csapatában szerepel kapusként.

## Statisztika
| Klub             | Szezon           | Bajnokság | Bajnokság | Kupa     | Kupa  | Ligakupa | Ligakupa | Nemzetközi | Nemzetközi | Összesen | Összesen |
| Klub             | Szezon           | Mérkőzés  | Gólok     | Mérkőzés | Gólok | Mérkőzés | Gólok    | Mérkőzés   | Gólok      | Mérkőzés | Gólok    |
| ---------------- | ---------------- | --------- | --------- | -------- | ----- | -------- | -------- | ---------- | ---------- | -------- | -------- |
| Diósgyőri VTK    | 2014–15          | 0         | 0         | 0        | 0     | 1        | 0        | -          | -          | 1        | 0        |
| Diósgyőri VTK    | 2015–16          | 0         | 0         | 0        | 0     | 0        | 0        | -          | -          | 0        | 0        |
| Összesen         | Összesen         | 0         | 0         | 0        | 0     | 1        | 0        | 0          | 0          | 1        | 0        |
| Karrier összesen | Karrier összesen | 0         | 0         | 0        | 0     | 1        | 0        | 0          | 0          | 1        | 0        |